# 清水ナショナルトレーニングセンター
座標: 北緯35度03分17秒 東経138度28分51秒 / 北緯35.0548441度 東経138.4809664度

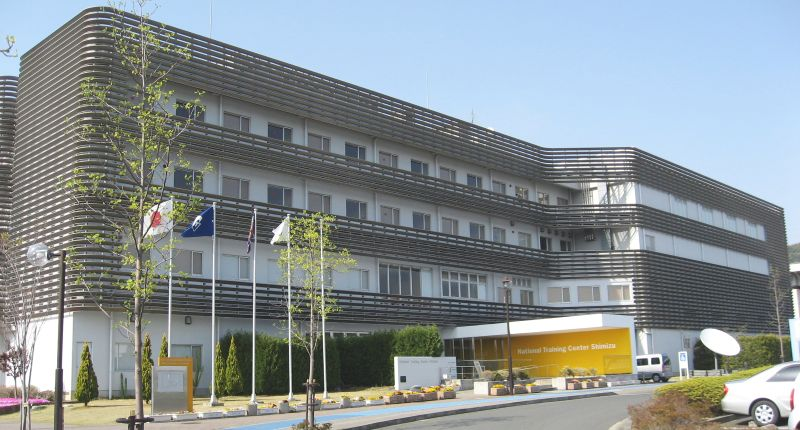
清水ナショナルトレーニングセンター

清水ナショナルトレーニングセンター（愛称：J-STEPジェイ-ステップ）は、静岡県静岡市清水区にある総合スポーツ施設。清水トレーニングセンターとも略される。2001年4月開設。開設当時は清水市。管理・運営は公益財団法人静岡市まちづくり公社。

## 概要
日本で2つ目のサッカーのナショナルトレーニングセンター。天然芝のサッカーグラウンド・人工芝のフットサルコート・体育館・ジム・プール・宿泊施設・研修施設などの充実した設備を備えており、サッカーの様々なチーム（日本代表チームからプロサッカークラブ、高校や大学のサッカー部まで）の合宿や審判、指導者の研修、県や地域レベル程度の公式戦の試合会場として利用されている。
清水サッカー協会の年代別サッカー教室や、「清水スペシャルトレーニング（清水スペトレ）」（主宰者・風間八宏）が開催されている。これは清水地域を中心とした静岡市の高校生が同じグラウンドで一緒になってサッカーの技術を学んでいこうとする試みである。2009年にはJリーグの試合出場を果たした出身者がいたり、海外短期留学に派遣された生徒もいる。
利用は本格的なスポーツの競技者やサッカー関係に限定されている訳ではなく、広く一般の利用者にも開放されており、バレーボールの東レ・アローズやパナソニック・パンサーズ、バスケットボールでは、川崎ブレイブサンダース、アルバルク東京、サンロッカーズ渋谷、日立ハイテククーガーズなど、サッカー以外の競技に於いても国内のトップチームが合宿などに利用している。また、ウエイトリフティング専用の練習場という日本に於いても珍しい設備を備えている。

## 施設
- 屋外スポーツ施設
  - 東グラウンド - 天然芝、110m×73m、350人収容観客席
  - 西グラウンド - 天然芝、145m×73m、300人収容観客席　夜間照明設備
  - 人工芝コート - 43m×23m×2面、夜間照明設備
  - ジョギングコース - 1周約800m
- 屋内スポーツ施設
  - トレーニングジム
  - 体育館 - 1013平方メートル(バレーボール2面、バドミントン5面、バスケットボール1面)、冷暖房完備
  - アクアビクスプール - 20m×3コース
  - リラクゼーションプール、サウナ（ドライ・ウェット）、ジャグジー
  - ウエイトリフティング練習場
- その他
  - レストラン
  - 宿泊施設 - ツイン18室、6人部屋6室
  - 大会議室 - 150人収容
  - ミーティングルーム1 - 39人収容
  - ミーティングルーム2 - 21人収容
  - ミーティングルーム3 - 10人収容
  - ミーティングルーム4 - 24人収容
  - チャイルドルーム

## アクセス
- しずてつジャストライン244庵原線「トレーニングセンター」停留所から、徒歩1分（JR東海道線清水駅から244トレーニングセンター行バスで約20分。）